# Thomas David McConkey

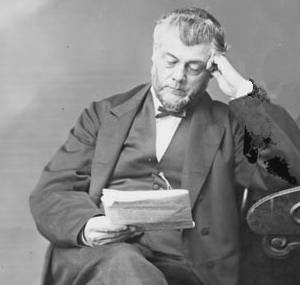
Thomas David McConkey
Quelle: Library and Archives Canada

Thomas David McConkey (* 29. Juli 1815 in County Tyrone; † 21. Februar 1890 in Barrie) war ein  Geschäftsmann und eine politische Figur in Ontario. Er repräsentierte Simcoe North im kanadischen Unterhaus als ein Mitglied der Liberalen Partei Kanadas von 1867 bis 1872.
Er wurde 1815 in County Tyrone, Irland als Sohn von Thomas McConkey geboren und kam 1828 mit seiner Familie nach Innisfil in Oberkanada. McConkey war ein Händler in Barrie. Er diente dort als Vogt und wachte über Simcoe County von 1860 bis 1861. McConkey war ein erfolgloser Kandidat für das Legislative Assembly of the Province of Canada im Jahr 1861. Er wurde 1863 gewählt und arbeitete bis zur Kanadischen Konföderation 1867 wurde er wiedergewählt. Später diente er als Sheriff von Simcoe County, bis er 1890 in Barrie starb.